# José Sanz de Santamaría
José Hermigildo Sanz de Santamaría y Prieto de Salazar (Santafé de Bogotá, 13 de abril de 1767 -Bogotá, 3 de julio de 1838) fue un político, militar y prócer colombiano.
Sanz de Santamaría fue uno de los próceres de la Independencia de Colombia, siendo uno de los firmantes del Acta de 1810. Fue secretario de guerra del gobierno independentista en 1811 por designación de Antonio Nariño, por lo que es considerado uno de los primeros ministros de defensa de la actual Colombia.
También fue tesorero de la Real Casa de la Moneda.

## Biografía
José nació en Santafé de Bogotá, el 13 de abril de 1767, en el seno de una familia aristocrática criolla de la capital del Virreinato de Nueva Granada. Fue bautizado ese mismo día.

### Inicios
Sanz de Santamaría se graduó como colegial real del Colegio del Rosario, en 1780. El 1.º de septiembre de 1788 egresó de la escuela de oficiales españoles, como subteniente de infantería de Santafé, y el 14 de septiembre de 1789 fue elegido para su primer cargo público como regidor del cabildo de Santafé.

### Independencia de Colombia

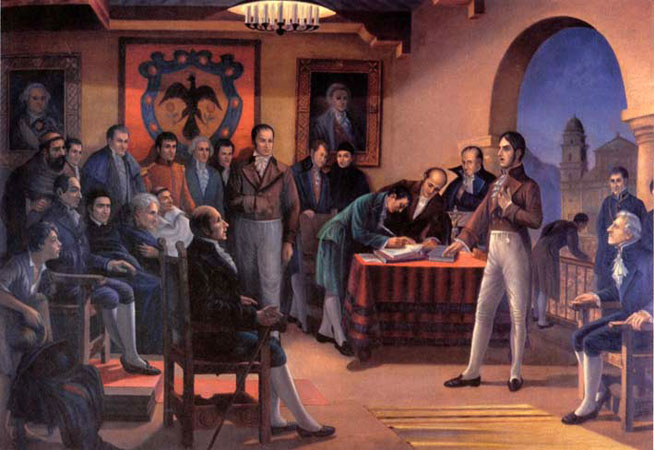
Firmantes del Acta de 1810. Entre los presentes estaba Sanz de Santamaría.

Para el 20 de julio de 1810, cuando estalló el grito de independencia, Sanz de Santamaría se desempeñaba como Tesorero de la Real Casa de la Moneda, cargo que heredó de su abuelo materno. Es día, el político criollo fue designado diputado de la Suprema Junta de Gobierno, llegando a ser uno de los firmantes del Acta de Independencia de Santafé.
Sanz de Santamaría también se incorporó al recién creado ejército patriota, ostentó el rango de coronel y fue nombrado como comandante del batallón Patriotas de la Defensa. 
En 1811 fue nombrado por Antonio Nariño como secretario de guerra de la junta de gobierno, siendo considerando el tercer ministro de defensa de la historia de Colombia, de acuerdo con el escalafón oficial del ejército colombiano. También fue funcionario de justicia de Cundinamarca.
En 1816, las tropas realistas comenzaron la reconquista de los territorios emancipados, capturándolo y desterrándolo a Omoa, Capitanía General de Guatemala, actual Honduras. Estando preso en Cartagena, listo para ser llevado a Centroamérica, fue indultado por una medida tomada por el rey Fernando VII, el 7 de agosto de 1817.

## Familia
Se casó en Santafé con la dama de sociedad Mariana de Mendoza y Galavis, el 6 de enero de 1789, con quien tuvo a su hija Juana Sanz de Santamaría y Mendoza.
Su única hija era cuñada del político y militar neogranadino, prócer de la independencia y expresidente en varias ocasiones de la joven nación colombiana, Domingo Caycedo; y nuera de su padre, el político criollo Luis de Caycedo, alcalde de Santafé.